# Ran Qiu
Ran Qiu (chinois : 冉求 ; pinyin : rǎn qiú), prénom social Ziyou (子有, zǐ yǒu, également appelé Ran You (冉有, rǎn yǒu ?), né en -522, dans la principauté de Lu, dans le Shangdong actuel, est un des disciples de Confucius. Il a vingt-neuf ans de moins que le Maître.
Polyvalent, il est connu en tant qu'administrateur.  
Il suit Confucius lors de ses pérégrinations, il est l’artisan du retour du maître dans son pays. 

## Biographie
Ran Qiu a travaillé pour le seigneur Ji en levant des impôts, et fut blâmé par Confucius. 
En -484, il participe à la défense de la principauté de Lu face à une attaque de la Principauté de Qi, et remporte une éclatante victoire.
Fort de son succès, il a pu convaincre la cour de Lu et organise le retour de Confucius à Lu.
Titre honorifique posthume :
- En 739, il devient marquis de Xu.
- En 1267, il devient Duc de Xu.

## L'évaluation
- Confucius fait l'éloge de son disciple en disant qu'il peut aussi bien gouverner une cité de plusieurs milliers de familles que mener une troupe de centaines de chars.

## référence